# Turbulador

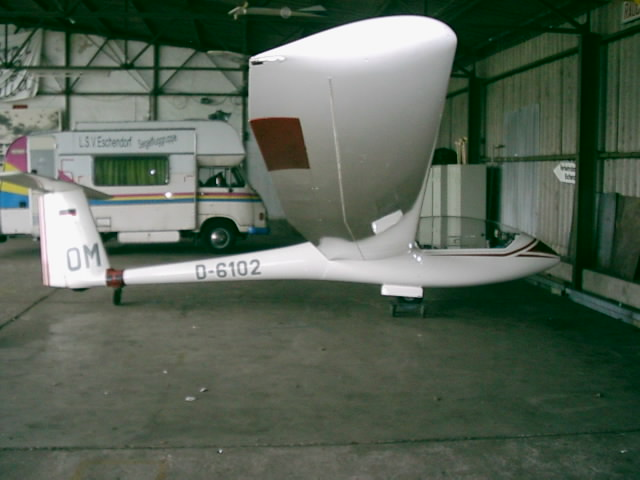
Prototipo del Grob G 102 Astir con cinta turbuladora bajo el ala

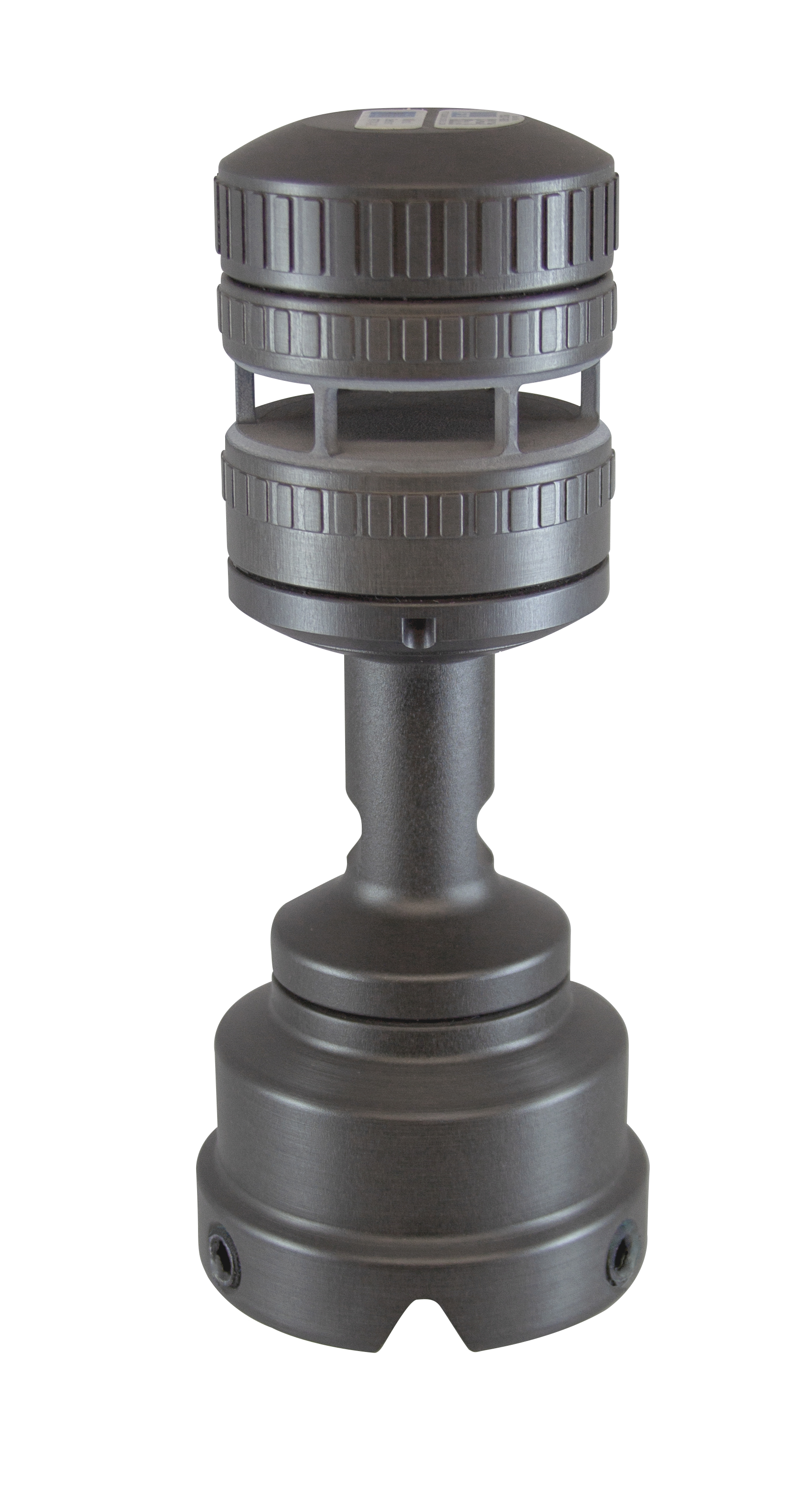
Sensor de viento ultrasónico FT742-DM50 que utiliza turbuladores para acondicionar el flujo de aire

Un turbulador es un dispositivo que convierte un flujo laminar en un flujo turbulento. El flujo turbulento puede ser deseado en partes de la superficie del ala de una aeronave (perfil) o en aplicaciones industriales tales como en un intercambiador de calor y la mezcla de fluidos. El término «turbulador» se aplica a una variedad de aplicaciones y se utiliza como derivado de la palabra «turbulento». Sin embargo, la palabra no tiene un significado técnico o científico comúnmente aceptado. Como tal, ha sido aprobado como marca registrada en los Estados Unidos y otros países en conjunto con piezas de máquinas utilizadas en tambores rotativos, esterilizadores, hornos de transferencia de calor, máquinas mezcladoras y peletizadoras, y ventiladores de desestratificación de aire, para usos hortícolas y agrícolas, entre otros.
En  planeadores el turbulador es a menudo una fina franja en zigzag que se coloca en la parte inferior del ala y a veces en el estabilizador vertical.